# Kruger 60
Kruger 60 – gwiazda znajdująca się w gwiazdozbiorze Cefeusza w odległości 13 lat świetlnych od Słońca.

## Nazwa
Gwiazda nie ma indywidualnej nazwy własnej, oznaczenie Kruger 60 odnosi się do tego, że w 1873 roku niemiecki astronom Adalbert Krueger zaobserwował ją i umieścił w swoim katalogu. Słabszy z dwóch składników jest gwiazdą rozbłyskową i nosi oznaczenie gwiazdy zmiennej DO Cephei.

## Charakterystyka
Jest to gwiazda podwójna niewidoczna gołym okiem, którą tworzą dwa czerwone karły, gwiazdy typu widmowego M. Jaśniejsza gwiazda ma masę równą 0,27 masy Słońca i promień równy 0,35 promienia Słońca, słabszy składnik ma masę ok. 0,18 M☉ i promień 0,24 R☉.
Gwiazda ma wielu towarzyszy optycznych, ale obserwacje wskazują, że są to niezwiązane obiekty tła.
Gwiazdy okrążają wspólny środek masy w okresie 44,6 roku, po orbitach o mimośrodzie 0,41.

## Kometa międzygwiezdna
Obliczenia wskazują, że milion lat temu kometa międzygwiezdna 2I/Borisov przeszła w niewielkiej odległości od tej gwiazdy podwójnej, nominalnie 1,74 parseka, z bardzo małą prędkością względną wyznaczoną na 3,43 km/s. To sprawia, że ten system gwiezdny jest dobrym kandydatem na miejsce pochodzenia tego obiektu. Wraz z dalszymi obserwacjami komety, która w 2019 roku zbliżyła się do Słońca, poprawi się dokładność wyznaczenia jej orbity i będzie można precyzyjniej scharakteryzować jej zbliżenie do gwiazdy Kruger 60.